# Rush Rush
Rush Rush ist ein 1991 veröffentlichter Song der Popsängerin Paula Abdul. 

## Hintergrund
Rush Rush ist eine Pop-Ballade, welche am 2. Mai 1991 aus Paula Abduls zweiten Studioalbum Spellbound ausgekoppelt wurde. Das Lied wurde von Peter Lord geschrieben und von ihm und V. Jeffrey Smith (beide Mitglieder von The Family Stand) produziert. Ursprünglich entstand das Lied als Witz zwischen Lord und Sandra St. Victor, ebenfalls bei Family Stand, als Lord erklärte, er könne Hitballaden im Schlaf schreiben. Er setzte sich ans Klavier und spielte die ersten Noten, die später zur Eröffnung von Rush Rush wurden und sang die ersten beiden Zeilen. Anschließend bemerkte er, dass das ganz gut passte und komponierte darum den Rest des Songs.
Rush Rush war die erste Ballade von Abdul, die sie als Single veröffentlichte. Als Choreografin und Tänzerin war sie eher für Up-tempo-Pop-/Dance-Songs bekannt und hatte auch sechs Singles von ihrem Debütalbum Forever Your Girl in diesem Stil veröffentlicht.

## Musikvideo
Das Musikvideo ist angelehnt an den James-Dean-Film Denn sie wissen nicht, was sie tun. Im Clip spielt Keanu Reeves die männliche Hauptrolle und damit James Dean, während Paula Abdul die Rolle von Natalie Wood übernahm. Wie im Film wirbt Keanu Reeves um die Hand von Paula Abdul, die sich mit einer Bande von Schlägern herumtreibt. Das Ganze endet mit dem ikonischen Autorennen aus dem Film. Neben den Actionszenen des Films findet auch ein emotional aufgeheizter Dialog der beiden statt. Am Ende verbringen sie die Nacht zusammen. Regisseur war Stefan Würnitzer.

## Kommerzieller Erfolg

### Chartplatzierungen
Rush Rush debütierte in den Billboard Hot 100 am 11. Mai 1991 auf Platz #36 und erreichte fünf Wochen später am 15. Juni 1991 Platz 1 der Billboard Hot 100, wo es fünf aufeinander folgende Wochen an der Spitze blieb. Damit war Rush Rush mit 5 Wochen der längste und erfolgreichste Nummer-eins-Hit nach Madonnas Like a Virgin, welches im Winter 1984–1985 6 Wochen auf Platz 1 verbrachte. Dieser Rekord wurde jedoch bereits im gleichen Jahr von Bryan Adams Single (Everything I Do) I Do It for You eingestellt, der gleichzeitig auch Madonnas Leistung überflog und sieben fortlaufende Wochen auf Platz 1 blieb. Insgesamt war es Paula Abduls fünfter Nummer-eins-Hit.
In den britischen Singlecharts erreichte Rush Rush Platz 6. Die Top 10 erreichte der Titel auch in Australien (Platz 2), in den Niederlanden (Platz 6), Schweden (Platz 7), Neuseeland (Platz 7), und Norwegen (Platz 9). In der belgischen Wallonie erreichte er Platz 12 und in Frankreich noch Platz 24.
| ChartsChartplatzierungen       | Höchstplatzierung | Wochen |
| ------------------------------ | ----------------- | ------ |
| Deutschland (GfK)              | 12 (24 Wo.)       | 24     |
| Österreich (Ö3)                | 23 (2 Wo.)        | 2      |
| Vereinigte Staaten (Billboard) | 1 (19 Wo.)        | 19     |
| Vereinigtes Königreich (OCC)   | 6 (11 Wo.)        | 11     |

| ChartsJahrescharts (1991)      | Platzierung |
| ------------------------------ | ----------- |
| Vereinigte Staaten (Billboard) | 4           |

| ChartsJahrescharts (1990–1999) | Platzierung |
| ------------------------------ | ----------- |
| Vereinigte Staaten (Billboard) | 64          |

## Auszeichnungen für Musikverkäufe
| Land/Region               | Auszeichnungen für Musikverkäufe (Land/Region, Auszeichnung, Verkäufe) | Verkäufe  |
| ------------------------- | ---------------------------------------------------------------------- | --------- |
| Australien (ARIA)         | Gold                                                                   | 35.000    |
| Schweden (IFPI)           | Gold                                                                   | 25.000    |
| Vereinigte Staaten (RIAA) | Platin                                                                 | 1.000.000 |
| Insgesamt                 | 2× Gold · 1× Platin ·                                                  | 1.060.000 |